# Invena

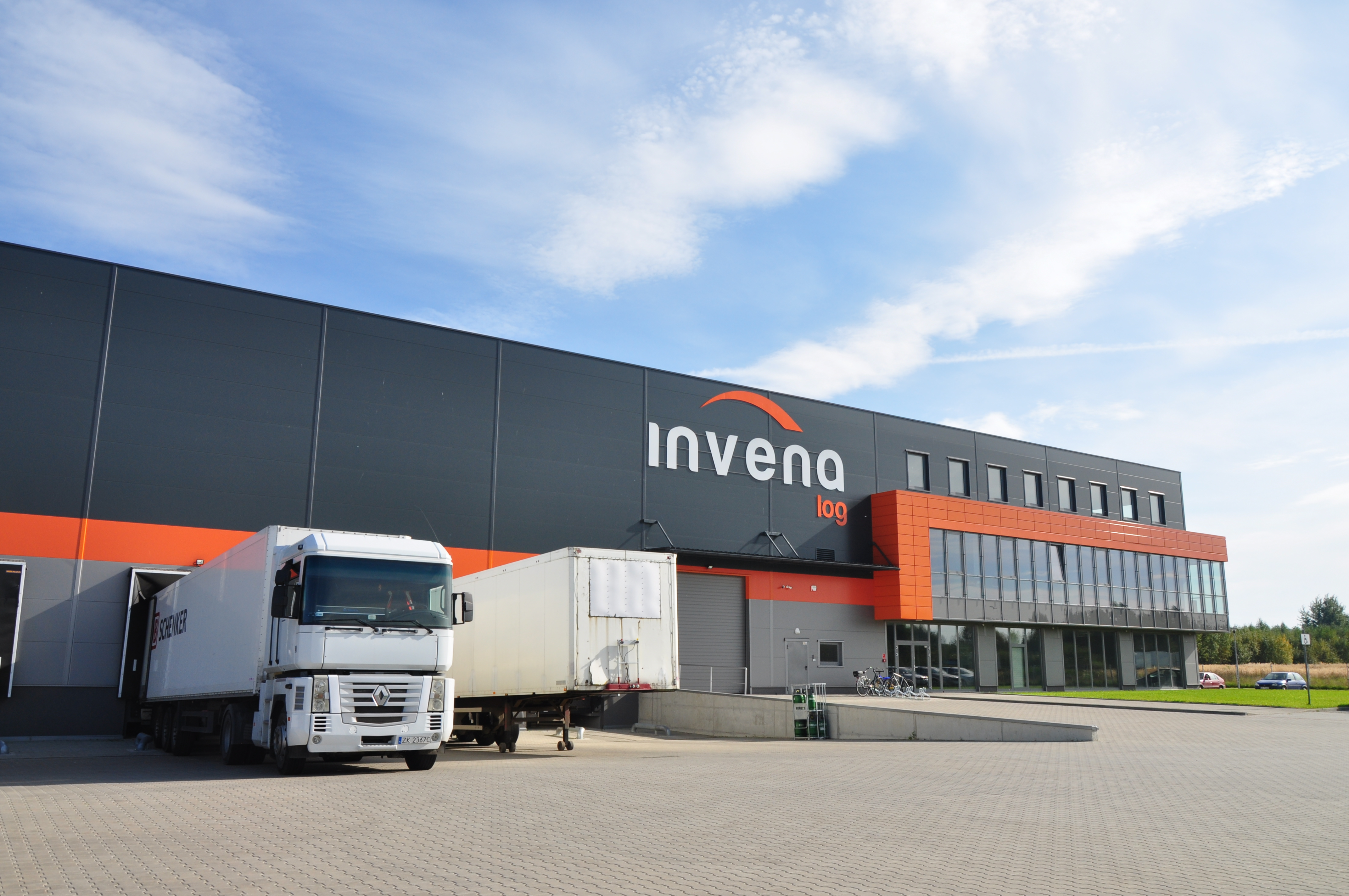
Centrum Logistyczne Invena Log, siedziba firmy Invena SA

Invena SA – polskie przedsiębiorstwo zajmujące się dystrybucją i produkcją baterii łazienkowych i kuchennych, a także armatury do instalacji wodnych, grzewczych i gazowych. Założona w 1992 roku przez polarnika i podróżnika – Marka Kamińskiego. Pod nazwą Invena SA figuruje od 2009 roku, wcześniej nazywała się Gama San.

## Historia
Invena SA od niemal 30 lat działa w branży budowlanej. Założycielem firmy jest Marek Kamiński – polski podróżnik i polarnik, który jako pierwszy zdobył dwa bieguny w jednym roku. Invena rozpoczęła swoją działalność w 1992 roku, kiedy do jej oddziału w Gdańsku dotarła pierwsza dostawa armatury sanitarnej. Były to zawory kulowe włoskiego pochodzenia. Po roku (1993) firma otworzyła własną produkcję wężyków elastycznych w oplocie stalowym i dalej w 1994 roku otrzymała pierwszą statuetkę „Złotego Instalatora”. Stale poszerzając swój asortyment, postanowiła ulokować siedzibę główną w Koszalinie. W 1996 roku Invena SA zakończyła budowę centrali. W jednym miejscu znalazły się hale produkcyjne, przestrzenie magazynowe oraz pomieszczenia biurowe. W celu usprawnienia procesu Invena SA w 1997 roku nabyła nowe maszyny do produkcji wężyków – sztandarowego produktu firmy. W kolejnych latach Invena SA (ówczesna Gama San) rozwijała swoją działalność zdobywając nowe rynki, jak również doskonaląc procesy wewnątrz. Firma w 2000 roku otrzymała pierwszy Certyfikat Zarządzania Jakością ISO 9002, który stale był dostosowywany do zmieniających się norm. Momentem przełomowym dla ówczesnej Gama San był 2004 rok, kiedy na rynek wypuściła armaturę pod marką Invena. Sukces marki sprawił, że w 2009 roku podjęto decyzję o zmianie nazwy firmy i rebrandingu. W 2016 roku Invena zakończyła budowę Centrum Logistycznego w Koszalinie dołączając do strefy ekonomicznej.
Obecnie Invena rozwija się w następujących kanałach sprzedaży: rynek tradycyjny, DIY, eksport oraz e-commerce.

## Kultura organizacyjna
Obecnie Invena w swoich dwóch lokalizacjach: Koszalin, Gdańsk zatrudnia 126 pracowników. Jej misja głosi: „Wierzymy w siłę naszego zespołu, dlatego z pasją i zaangażowaniem wyznaczamy nowe trendy”. Invena wie, że sercem firmy są jej pracownicy, dlatego w ślad za jej założycielem: Markiem Kamińskim szczególnie ceni pasję i zaangażowanie. Invena wspiera ich w realizacji zawodowych zadań, jak również pozafirmowych pasji. W Centrum Logistycznym powstała drużyna piłkarska, która reprezentuje Invenę podczas lokalnych rozgrywek. W Gdańsku natomiast działa silna grupa rowerowa, która bierze udział w rajdach rowerowych oraz ogólnofirmowych i ogólnopolskich rywalizacjach.

### Idea #notrace
Pracownicy firmy realizują ideę #notrace, którą Marek Kamiński podniósł podczas wyprawy samochodem elektrycznym z Polski do Japonii: No Trace Expedition. Towarzyszące wyprawie rywalizacje miały zachęcać pracowników do rezygnacji z aut na rzecz roweru. W tym czasie zatrudnieni w firmie przejechali razem 19 000 kilometrów.

## Nagrody i wyróżnienia
- 1994 Złoty Instalator
- 1995 Firma Roku
- 2000 Certyfikat Jakości ISO 9000
- 2003 Re-certyfikat Jakości ISO 9001:2000
- 2003 Przedsiębiorstwo Fair Play
- 2005 Złoty Instalator
- 2019 Wyróżnienie Łazienka Wybór Roku 2019[6]
- 2020 Wyróżnienie Łazienka Wybór Roku 2020
- 2023 Wyróżnienie Dobry Design [7]
- 2024 Wyróżnienie Dobry Design [8]

## Produkty
Invena dostarcza armaturę do łazienki i kuchni oraz produkty do instalacji wodnych, grzewczych i gazowych. Tworząc firma inspiruje się ideą #notrace upowszechnianą przez jej właściciela. Produkty inspirowane ideą #notrace mają za zadanie ograniczać zużycie wody.

## Centrum Logistyczne Invena LOG
Nowoczesne Centrum Logistyczne pozwala firmie nie tylko magazynować i dostarczać 3500 różnych towarów z obszaru instalacji oraz armatury łazienkowej i kuchennej do naszych klientów, ale także świadczyć usługi przechowywania i logistyki podmiotom zewnętrznym. 